# Sallent de Castellbò
Sallent de Castellbò, również: Sallent – miejscowość w Hiszpanii, w Katalonii, w prowincji Lleida, w comarce Alt Urgell, w gminie Montferrer i Castellbò.
Według danych INE w 2020 roku liczyła 1 mieszkańca – 1 mężczyznę. 